# Karabin Spencer
Karabin powtarzalny Spencera (ang. Spencer repeating rifle) – amerykański karabin powtarzalny przyjęty na wyposażenie przez Armię Unii w okresie wojny secesyjnej. 

## Historia

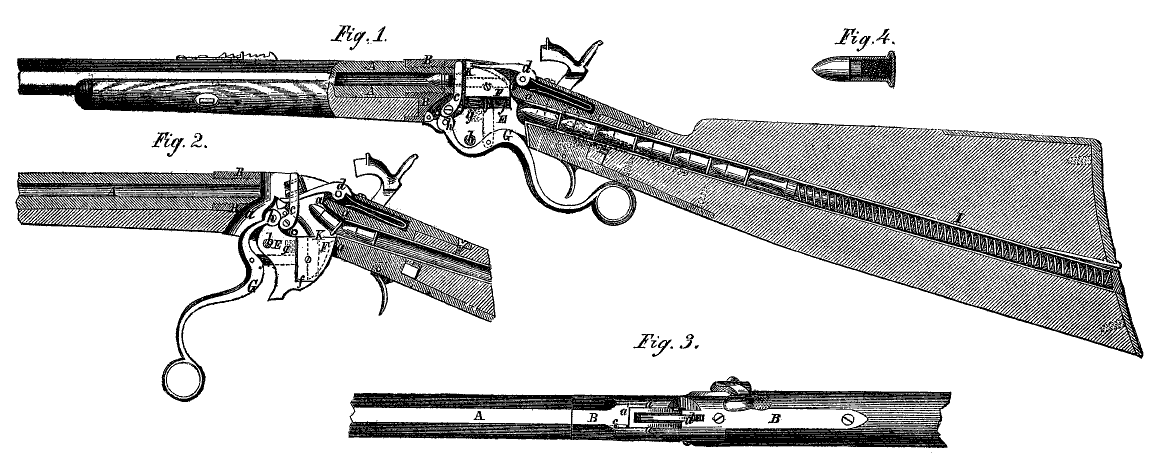
Przekrój karabinu Spencera

Karabin został zaprojektowany przez Christophera Spencera, który ukończył nad nim prace w marcu 1860 roku. Posiadał magazynek rurowy o pojemności 7 naboi umieszczony w kolbie. Przeładowanie odbywało się przy użyciu dźwigni (system lever-action) pełniącej równocześnie funkcję kabłąka.
Początkowo konserwatywnie nastawiony Department of War zwlekał z wprowadzeniem do służby nowego karabinu, ale konstruktorowi udało się uzyskać audiencję u prezydenta Abrahama Lincolna, któremu nowa broń tak się spodobała, że wymógł jej wprowadzenie do produkcji.
Karabiny Spencera najpierw wprowadzono na wyposażenie oddziałów Marynarki Wojennej, a następnie wojsk lądowych, szczególną popularnością zdobywając w oddziałach kawalerii. Po raz pierwszy zostały użyte bojowo w bitwie pod Hoover's Gap. Broń wykazywała wysoką niezawodność i miała znacznie większą szybkostrzelność względem popularnych wtedy karabinów jednostrzałowych ładowanych odprzodowo (20 strz./min w porównaniu do 2/3 strz./min). Pomimo oczywistych zalet karabiny Spencera nie wyparły jednak z uzbrojenia karabinów jednostrzałowych.
Spencer produkowany był również w wersji skróconej jako karabinek (Spencer carbine). 